# Фернандеш, Жорже
Жо́рже Фили́пе Оливе́йра Ферна́ндеш (порт. Jorge Filipe Oliveira Fernandes; род. 2 апреля 1997, Португалия) — португальский футболист, защитник клуба «Витория Гимарайнш».

## Клубная карьера
Фернандеш — воспитанник клубов «Фернандо Пирес», «Падроэнсе» и «Порту». 15 августа 2015 года в матче против «Санта-Клары» он дебютировал в Сегунда лиге в составе дублёров последних. В начале 2018 года Фернандеш на правах аренды перешёл в «Тонделу». 9 февраля в матче против «Пасуш де Феррейра» он дебютировал в Сангриш лиге. Летом 2019 года Фернандеш был арендован турецким «Касымпаша». 18 августа в матче против «Трабзонспора» он дебютировал в турецкой Суперлиге.
Летом 2020 года Фернандеш перешёл в «Виторию Гимарайнш». 18 сентября в матче против «Белененсеша» он дебютировал за новый клуб. 19 мая 2021 года в поединке против столичной «Бенфики» Жорже забил свой первый гол за «Виторию». 

## Международная карьера
В 2017 году в составе молодёжной сборной Португалии Фернандеш принял участие в молодёжном чемпионате мира в Южной Корее. На турнире он сыграл в матчах против команд Замбии, Коста-Рики, Ирана, Южной Кореи и Уругвая.